# Couresse de la Martinique
Espèce
Synonymes
- Coluber cursor Lacépède, 1789[1]
- Liophis cursor Lacépède, 1789[1]

Statut de conservation UICN

 CR B1ab(v)+2ab(v) : 
En danger critique
La Couresse de la Martinique ou Erythrolamprus cursor  est une espèce de serpents de la famille des Dipsadidae qui est considérée comme éteinte depuis 1996.

## Répartition

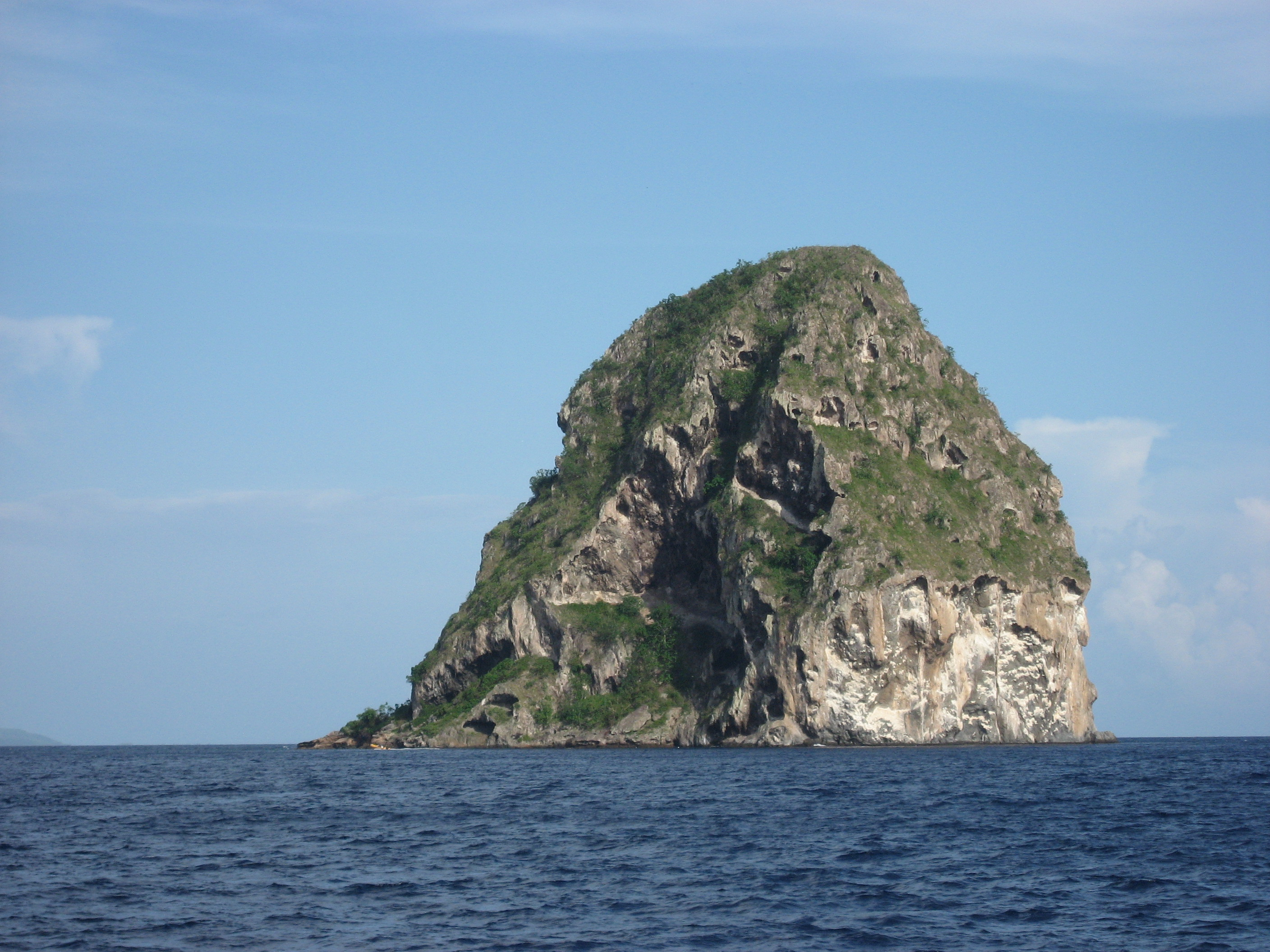
Le Rocher du Diamant.

Cette espèce est endémique de Martinique. Ce serpent n'est connu que de la Martinique et du satellite de 0,06 km2 du Rocher du Diamant. Il a été signalé pour la dernière fois sur l'île principale en 1965 (et la dernière fois dans la partie nord de l'île remonte à 1879), et au Rocher du Diamant en 1968.

## Statut
En 1996, elle est inscrite sur la liste des espèces en danger critique d'extinction (CR) pour la raison que cette espèce a une étendue maximale d'occurrence de 0,06 km2 ce qui représente un seul endroit où toute population survivante est exposée à un risque extrême d'événements stochastiques, de consanguinité et de prédation probable par des souris domestiques envahissantes, qui sont tous susceptibles de provoquer un déclin du nombre d'individus adultes dans toute population survivante. 
L'espèce est considérée comme éteinte en Martinique et des prospections intensives ciblées n'ont pas permis d'établir que les serpents survivent au Rocher du Diamant. Alors que les experts à la recherche de cette espèce ont conclu qu'elle est probablement maintenant disparue, il existe des rapports anecdotiques datant de 2017 de serpents sur le Rocher du Diamant et une petite partie de l'île était inaccessible aux enquêteurs, il est donc possible qu'un très petit nombre d'individus survivent. 

## Publication originale
- Lacépède, 1789 : Histoire Naturelle des Quadrupèdes Ovipares et des Serpens, vol. 2, lmprimerie du Roi, Hôtel de Thou, Paris, p. 1-671.